# Premio Nacional de Gastronomía
El Premio Nacional de Gastronomía es el máximo galardón en el sector culinario de España, otorgado por la Real Academia de Gastronomía desde 1974.
Desde 2021, se premian seis categorías: al Mejor Jefe de Cocina, al Mejor Director de Cocina, al Mejor Sumiller, a la Comunicación Gastronómica, a la Investigación e Innovación Gastronómica y "Toda una Vida". Las candidaturas a cada categoría son presentadas por los Académicos de Número de la Real Academia de Gastronomía, las Academias Autonómicas de Gastronomía y la Cofradía de la Buena Mesa. 

## Galardonados

### Jefe de Cocina
- 1974: Juan Mari Arzak (Arzak, San Sebastián)
- 1975: Juan Durán (Hotel Durán, Figueras)
- 1976: María Izquierdo de Aroca y Valentina Saralegui (Príncipe de Viana, Madrid)
- 1977: Carmen Roel (El Mosquito, Vigo)
- 1978: José Ramos (La Fonda, Marbella)
- 1979: Pedro Subijana (Akelarre, San Sebastián)
- 1980: Clemencio Fuentes (Jockey, Madrid)
- 1982: Paul Schif (La Hacienda, Marbella)
- 1983: Jaume Bargues (Jaume de Provença, Barcelona)
- 1984: Pedro Larumbe (Cabo Mayor, Madrid)
- 1985: Eustaquio Becedas (Hotel Ritz, Madrid)
- 1986: Josep Maria Boix (Hotel Boix, Martinet)
- 1987: Marisa Sánchez Echaurren (Hostal Echaurren, Ezcaray)
- 1988: Paquita y Lolita Rexach (Hispania, Arenys de Mar)
- 1989: Fernando Martín (Trascorrales, Oviedo)
- 1990: Tomás Herranz (El Cenador de Prado, Madrid)
- 1991: Hilario Arbelaitz (Zuberoa, Oyarzun)
- 1992: Ferran Adrià (El Bulli, Rosas)
- 1993: Santi Santamaria (El Rincón de Can Fabes, San Celoni)
- 1994: Salvador Gallego (El Cenador de Salvador, Moralzarzal)
- 1995: Toño Pérez (Atrio, Madrid)
- 1996: Isabel Maestre (Madrid) y Martín Berasategui (Lasarte-Oria)
- 1997: Toñi Vicente (Santiago de Compostela) y Carme Ruscalleda (San Pablo, San Pol de Mar)
- 1998: Manuel de la Osa (Las Rejas, Las Pedroñeras)
- 1999: Carles Gaig (Gaig, Barcelona)
- 2000: Joan Roca (El Celler de Can Roca, Gerona)
- 2001: Juan Pablo Felipe (El Chaflán, Madrid)
- 2002: Andoni Luis Aduriz (Mugaritz, Rentería)
- 2003: Sergi Arola (La Broche, Madrid)
- 2004: Raúl Aleixandre (Ca’Sento, Valencia)
- 2005: Quique Dacosta (El Poblet, Denia). Mención de honor: Francis Paniego (Echaurren, Ezcaray) y Fermí Puig (Drolma, Barcelona).
- 2006: Paco Roncero (El Casino de Madrid). Mención de honor: Fernando del Cerro (Casa José, Aranjuez).
- 2007: Óscar Velasco (Santceloni, Madrid)
- 2008: Dani García (Calima, Madrid)
- 2009: Dabiz Muñoz (Diverxo, Madrid)
- 2010: Elena Arzak (Arzak, San Sebastián) y Pepe Rodríguez Rey (El Bohío, Illescas)
- 2011: Francis Paniego (El Portal de Echaurren, Ezcaray)
- 2012: Ángel León (Aponiente, El Puerto de Santa María)
- 2013: Mario Sandoval (Coque, Humanes de Madrid)
- 2014: María Marte (El Club Allard, Madrid)
- 2015: Eneko Atxa (Azurmendi, Vizcaya)
- 2016: Víctor Arguinzoniz (Vizcaya)
- 2017: Albert Adrià
- 2018: Ricard Camarena (Ricard Camarena, Valencia)
- 2019:
- 2020:
- 2021:
- 2022:
- 2023:

### Director de sala
- 1974: Félix Rodríguez (Jockey, Madrid)
- 1975: Cristóbal López (Horcher, Madrid)
- 1976: José Ibáñez (Reno, Barcelona)
- 1977: Antonio Duce (El Bodegón, Madrid)
- 1978: Diego Herranz (Hostal de la Gavina, S'Agaró)
- 1979: Víctor Merino (El Molino, Puente Arce)
- 1980: Ramón Ballesteros (La Fonda, Marbella)
- 1981: Genaro Pildain (Guría, Bilbao)
- 1982: Luis Cruañas (El Dorado Petit, San Felíu de Guixols)
- 1983: María Jesús Fombellida (Panier Fleuri, Rentería)
- 1986: Carmelo Pérez de Valdeuciel (Jockey, Madrid)
- 1987: Liberto Campillo (Zalacaín, Madrid)
- 1988: Víctor Clemente (Horcher, Madrid)
- 1989: Juli Soler (El Bulli, Rosas)
- 1990: Miguel Estrugo (La Hacienda, Marbella)
- 1991: José Jiménez Blas (Zalacaín, Madrid)
- 1992: Juan José Arribas (Las Cuatro Estaciones, Madrid)
- 1993: Jesús Urrutia (Club Náutico, hotel López de Haro, Bilbao)
- 1994: José Monje (Via Veneto, Barcelona)
- 1995: Begoña Beaskoetxea (Jolastoki, Guecho)
- 1996: Ángeles Serra, Cándido Tardío y Juan Carlos Ibáñez (El Rincón de Can Fabes, San Celoni)
- 1997: Miguel Guerrero, Juna Leiva y Juan Mansilla (Marbella Club, Marbella)
- 1998: José Jiménez (Lido, hotel Las Dunas, Estepona)
- 1999: Javier Oyarbide (Madrid)
- 2000: Miguel Arias y sus brigadas (Restaurantes Las Cuatro Estaciones, Madrid, y Flanigan, Mallorca)
- 2001: María Eugenia Idoate (Europa, Pamplona)
- 2002: Antonio García Prieto (Horcher, Madrid)
- 2003: Francisco Patón (Europa, Hotel Villa Real, Madrid)
- 2004: Josep Roca (El Celler de Can Roca, Gerona)
- 2005: Luís García y Luís Biosca (El Bulli, Rosas). Mención de honor: Sara Fort (La Broche, Madrid) y Abel Valverde (Santceloni, Madrid)
- 2006: Maite Echezarreta (Príncipe de Viana, Madrid)
- 2007: Maria José Monterrubio (Chantarella, Madrid)
- 2008: Abel Valverde (Santceloni, Madrid)
- 2009: Alfonso Vega (La Terraza del Casino, Madrid)
- 2010: José Ramón Calvo (Mugaritz, Rentería)
- 2011: Jorge Dávila (Piñera, Madrid)
- 2012: Pedro Monje (Via Veneto, Barcelona)
- 2013: Javier de Andrés (La Sucursal, Valencia)
- 2014: José Polo (Atrio, Cáceres)
- 2015: Mónica Fernández (99 Sushi Bar, Madrid)
- 2016: Juan Diego Sandoval (Coque, Madrid)
- 2017: Juan Manuel del Rey
- 2018: José Félix Paniego (El Portal de Echaurren, Ezcaray)
- 2019:
- 2020:
- 2021:
- 2022:
- 2023:

### Sumiller
- 2001: José María López Querencias (Adolfo, Toledo). Premio extraordinario en Custodio López Zamarra (Zalacaín, Madrid)
- 2002: Luis Miguel Martín García (El Sumillier, San Sebastián de los Reyes)
- 2003: Maria José Huertas (La Terraza del Casino, Madrid)
- 2004: Luis García de Navarra (Aldaba, Madrid)
- 2005: Ruth Cotroneo (Mugaritz, Rentería). Mención de honor en Esther Rico (Hotel Intercontinental, Madrid) y Juan Antonio Herrero (Lágrimas Negras, Madrid)
- 2006: Jerónimo Ingelmo (Las Cuatro Estaciones, Madrid)
- 2007: Mariano Rodríguez (Arzak, San Sebastián). Premio extraordinario a Jesús Flores (Asoc. Madrileña de Sommeliers)
- 2008: Manuela Romeralo (La Sucursal-IVAM, Valencia)
- 2009: Alberto Redrado (La Escaleta, Cocentaina)
- 2010: Josep Roca (El Celler de Can Roca, Gerona)
- 2011: César Cánovas (Monvínico)
- 2012: José Antonio Navarrete (Quique Dacosta)
- 2013: Gemma Vela (Hotel Ritz, Madrid)
- 2014: David Robledo (Santceloni, Madrid)
- 2015:
- 2016:
- 2017:
- 2018: Jon Andoni Rementeria (Restaurante Remenetxe, Muxika)
- 2019: Diego González Barbolla (Tiempos Líquidos, Burgos)
- 2020:
- 2021: Gabriel Lucas Dimmock
- 2022: Ferrán Vila Pujol (Restaurante La Banyeta, Palol de Revardit)
- 2023: Alejandro Rodríguez Sánchez-Pardo (Restaurante Coque, Madrid)
- 2024: Fernando Mayoral Santamaría (Rincón de España, Burgos)
- 2025: Marta Cortizas Fernández (El Celler de Can Roca, Girona)

### Toda una Vida
- 2012: Mariano García
- 2013: Luis Irizar
- 2014: Juli Soler
- 2015: Clara María González de Amezúa
- 2016: Alejandro Fernández
- 2017: Vicente Castelló Pérez (Nou Manolín)
- 2018: Lorenzo Cañas

### Mejor Publicación Periódica impresa
- 2014: Revista Origen
- 2015: Revista Tapas
- 2016: Revista Beef!
- 2017: Pastry Revolution (Montagud Editores)
- 2018: Condé Nast Traveler

### Mejor Publicación Periódica en línea
- 2014: Gastroactitud
- 2015: Salsa de chiles
- 2016: Gastroeconomy
- 2017: 7 Caníbales
- 2018: página web de la Academia Madrileña de Gastronomía

### Radio y Televisión
- 2015: Comer, charlar y beber (Intereconomía Radio) y Un país para comérselo (TVE)

### Gastronomía saludable
- 2013: Agencia Española de Seguridad Alimentaria y Nutrición (institución), Ismael Díaz Yubero (personalidad)
- 2014: Fundación Alicia (institución), Gregorio Varela Moreiras (personalidad)
- 2015: Fundación Española del Corazón (institución), Marta Garaulet (personalidad)
- 2016: Fundación Española de la Nutrición (institución), Rodrigo de la Calle (personalidad)
- 2017: Fundación Dieta Mediterránea (institución), Andoni Luis Aduriz (personalidad)
- 2018: Basque Culinary Center (institución), Eneko Atxa (personalidad)

### Premio especial
Véase todo el histórico de premios en la página web oficial de la Real Academia de Gastronomía.